# Edoardo II (film)
Edoardo II (Edward II) è un film del 1991 diretto da Derek Jarman.
Il soggetto è tratto dall'omonima tragedia di Christopher Marlowe.
In concorso alla 48ª Mostra internazionale d'arte cinematografica di Venezia, ottenne con Tilda Swinton la vittoria della Coppa Volpi per la migliore interpretazione femminile.

## Trama
La trama ruota attorno all'innamoramento di re Edoardo II d'Inghilterra per Piers Gaveston, che causerà la caduta d'entrambi, grazie alle macchinazioni di Mortimer.

## Distribuzione
Il film venne presentato alla Mostra di Venezia il 9 settembre 1991, e arrivò nelle sale italiane il 21 novembre dello stesso anno.
Venne trasmesso in prima visione TV alle 00:25 di domenica 17 ottobre 1993 su Rai 3, in lingua originale con sottotitoli in italiano, presentato da Vieri Razzini.

## Analisi
Il film è ambientato con lo stile postmoderno e decostruttivista di moda negli anni novanta, e pertanto usa oggetti e costumi contemporanei (cioè dei primi anni novanta) invece di costumi storicamente accurati.
Anche il contenuto omosessuale del dramma è portato in primo piano da Jarman, rispetto alla trama di Marlowe, per esempio aggiungendovi una scena di sesso gay.